# Lettere post-nominali
Le lettere post-nominali (in inglese post-nominal letters), anche chiamate iniziali post-nominali, titoli post-nominali o lettere designatorie (in inglese designatory letters), sono lettere utilizzate nei paesi anglofoni, che, poste dopo il nome di una persona, servono ad indicare che quell'individuo possiede una decorazione militare, un titolo accademico, una certificazione, un'onorificenza o è membro di un'istituzione religiosa.
Un individuo può utilizzare anche diversi gruppi di lettere post-nominali. L'ordine con cui si elencano dopo il nome i gruppi di lettere post-nominali è basato sull'ordine di precedenza e sulla categoria della precedenza.
Le lettere post-nominali sono uno dei principali tipi di suffissi nominali utilizzati nei paesi anglofoni.

## Utilizzo

### Ordine di qualifiche/riconoscimenti e onorificenze
L'ordine in cui si elencano dopo il nome di una persona i gruppi di lettere post-nominali è stabilito da pratiche standard che possono variare da regione a regione.

#### Stati Uniti d'America
Negli Stati Uniti d'America, il protocollo standard è il seguente:
1. Istituti religiosi
2. Titoli teologici
3. Titoli accademici
4. Lauree honoris causa, onorificenze, decorazioni
5. Licenze professionali, certificazioni e affiliazioni
6. Pensionamento da servizi in uniforme (gli incarichi di servizio attivi racchiudono il nome, come ad esempio: Firefighter John Doe, CFD = vigile del fuoco John Doe, Chicago Fire Department; gli incarichi attivi dei servizi armato non mostrano lettere postnominali tranne il ramo di servizio)[1]

#### Regno Unito
Nel Regno Unito, il Ministero di Giustizia raccomanda di utilizzare l'ordine seguente:
1. Bt/Bart or Esq
2. Decorazioni e onorificenze (in ordine discendente di precedenza)
3. Incarichi politici (ad esempio, QC per Queen's Counsel, MP per Member of Parliament, parlamentare)
4. Titoli di studio più elevati, ad esempio i Certificate of higher education, i Diploma of higher education o i titoli di studio universitari (in ordine ascendente a partire da diplomi prelaurea)
5. Istituzioni religiose (ad esempio, SSF per Società di San Francesco) e le qualifiche mediche
6. Appartenenza a associazioni culturali, accademie o istituzioni professionali (ad esempio, RA, FRCP, FRSA, FSA)
7. Appartenenza alle Forze Armate (ad esempio, RAF, RN, RMP)

#### Elencazione dei titoli di studio
Secondo quanto riportato sia dall'Università di Oxford, sia dal Chicago Manual of Style, i titoli di studio universitario dovrebbero essere elencati in ordine ascendente: dapprima il Bachelor's Degree, seguito dai Master's Degree, quindi dai doctorate, indipendentemente dall'ordine con cui i titoli sono stati conseguiti. Comunque, nel Regno Unito questa norma non si applica nel caso di lauree magistrali di diplomati seguite da titoli di Bachelor conseguiti da laureati (ad esempio un MA scozzese seguito da un BPhil).

### Etichetta per i titoli di studio più elevati elencabili

#### Stati Uniti d'America
Negli USA, è pratica comune citare solo il titolo di studio più elevato in una particolare disciplina (ad esempio, se una persona ha conseguito BS, MS e PhD in Biologia – anche presso istituti diversi – e inoltre un MBA in Management, l'elencazione preferenzialmente dovrà essere così effettuata: John Doe, MBA, PhD).

#### Regno Unito
La pratica nel Regno Unito è in parte differente da quella statunitense, poiché si vuole porre attenzione sul fatto che chi detiene un titolo più elevato non detiene necessariamente anche quello inferiore. Ad esempio, è possibile conseguire un PhD senza aver prima conseguito una laurea magistrale.
Può anche succedere che qualcuno che non abbia ricevuto un'educazione universitaria formale ottenga una laurea honoris causa. Perciò è opportuno elencare post-nominalmente tutti i titoli di studio più elevati, sebbene non sia il caso di elencare i singoli stadi conseguiti. In altri termini, i titoli inferiori che sono completamente inclusi in titoli di studio più elevati non dovrebbero essere elencati (ad esempio, nel caso di un MA dell'Università di Oxford o di Cambridge, "John Smith, MA" piuttosto che "John Smith, BA MA"); se si facesse così, si darebbe l'impressione che uno sia in possesso di due diverse qualifiche accademiche.
Seguendo lo stesso principio, è possibile includere i titoli inferiori quando il titolo inferiore è propedeutico al conseguimento del titolo superiore (ad esempio, quando il bachelor's degree è requisito essenziale per poter frequentare un corso per il conseguimento di un master's degree) o il credito per un titolo inferiore (come un Certificate of higher education o un Diploma of higher education) non è interamente incorporato nel titolo superiore.
Ad esempio, il credito per un Certificate of Higher Education può essere utilizzato per esonerare il detentore da alcuni requisiti per un bachelor's degree e, in tal caso, sarebbe erroneo elencare le qualifiche nella forma "Jane Smith, CertHE BSc".
Se, invece, se parte del credito relativo a un CertHE non è utilizzato per conseguire un bachelor's degree, è accettabile elencare entrambe le qualifiche.
Quando si ottengono due diverse qualifiche omonime (ad esempio un MA presso l'Università di Oxford e un MA postlaurea presso un'altra università), questa situazione è indicata utilizzato le abbreviazioni degli enti presso cui i titoli sono stati conseguiti (ad esempio "Jane Smith MA (Oxf & Lond)").

### Etichetta per l'ordine di associazioni culturali, accademie o istituzioni professionali
Nel Regno Unito e nei paesi del Commonwealth, se l'individuo appartiene a più di un'organizzazione, queste dovrebbero essere elencate nell'ordine cronologico di fondazione dell'organizzazione stessa.

## Esempi
Di seguito si riportano alcuni esempi di lettere post-nominali:
- Solo un re o una regina del Regno Unito possono usare la lettera post-nominale R.
- Un Knight Commander (Commendatore Cavaliere) dell'Ordine dell'Impero Britannico è autorizzato all'uso delle lettere KBE.
- Un membro della Royal Society of Arts è autorizzato all'uso delle lettere FRSA.
- Un membro dell'American Institute of Architects è autorizzato all'uso delle lettere FAIA.
- Un membro eletto della Royal Society of Edinburgh è autorizzato all'uso delle lettere FRSE.
- Un Doctor Philosophiae è autorizzato all'uso delle lettere PhD (o, in alcuni casi, DPhil).
- Un frate ha specifiche lettere post-nominali a seconda dell'ordine di appartenenza: l'Ordine dei Frati Minori) utilizza le lettere OFM e la Compagnia di Gesù utilizza SI, l'Ordine domenicano utilizza OP (da Ordo fratrum praedicatorum); altre organizzazioni religiose cattoliche utilizzano specifiche lettere post-nominali.
- Un membro della British Association of Social Workers utilizza la sigla post-nominale MBASW.
- I laureati delle università britanniche possono aggiungere al nome dopo le lettere post-nominali che indicano il titolo di studio delle lettere post-nominali, solitamente racchiuse fra parentesi, che individuano l'università presso la quale il titolo è stato conseguito. Ad esempio, un laureato della Open University può usare (Open), della University of St Andrews (St And), della Queen's University (SQ), della Durham University (Dunelm), dell'University of Exeter (Exon), dell'University of Newcastle upon Tyne (N'cle), dell'University of Aberdeen (Aberd), della Cranfield University (Cran), della University of London (Lond), della University of Winchester (Winton), dell'University of Cambridge (Cantab), del Royal Agricultural College (MRAC), dell'University of Oxford (Oxon) e dell'University of Dublin (U. Dubl.). Così, a titolo esemplificativo, John Smith BA (Cantab) o Peter Pan BSc (Open). Negli Stati Uniti, si può indicare fra parentesi la materia principale cui il titolo si riferisce (ad esempio, PhD (Astrophysics)), ma tale utilizzo è alquanto raro se non nei curricula o nelle domande di impiego.